# دورنیه دو ۲۱۴
دورنیه دو ۲۱۴ (به انگلیسی: Dornier_Do_214) یک هواگرد از نوع قایق پرنده و حمل و نقل دوربرد ساخت شرکت دورنیه فلوکتسایک‌ورک در آلمان است. در مجموع، تعداد ۰ فروند از این هواگرد ساخته شده‌است.